# Burladingen
Burladingen là một thị trấn nằm ở huyện Zollernalbkreis, thuộc bang Baden-Württemberg, Đức.